# Malinówka Wielka
Malinówka Wielka (niem. Groß Malinowken) – wieś w Polsce położona w województwie warmińsko-mazurskim, w powiecie ełckim, w gminie Ełk. Sołtysem wsi jest Waldemar Pieńkowski.
W latach 1975–1998 miejscowość administracyjnie należała do województwa suwalskiego.
Miejscowość położona nad jeziorem Łaśmiady; głębokość 48m. Oddalona jest o 14 km od Ełku, 4 km od Stradun, 2 km od Piask, 2 km od Sikor Juskich.
W Malinówce znajduje się rezerwat czapli siwej. Na Cyplu znajdują się gniazda kormoranów oraz żeremia bobrów. Można też spotkać czaple białą oraz bociana czarnego, zwierzęta chronione w Polsce.

## Części wsi
| SIMC    | Nazwa          | Rodzaj    |
| ------- | -------------- | --------- |
| 0756465 | Malinówka Mała | część wsi |

## Historia
W 1900 w miejscowości mieszkało 120 mieszkańców. W późniejszym okresie liczba ta prawie się nie zmieniała – w 1933 było 119 mieszkańców, a w 1939 – 134. Podczas akcji germanizacyjnej nazw miejscowych i fizjograficznych historyczna nazwa niemiecka Groß Malinowken została w lipcu 1938 r. zastąpiona przez administrację nazistowską sztuczną formą Großschmieden.